# Rosel
Rosel és un municipi francès situat al departament de Calvados i a la regió de Normandia. L'any 2007 tenia 503 habitants.

## Demografia

### Població
El 2007 la població de fet de Rosel era de 503 persones. Hi havia 196 famílies de les quals 32 eren unipersonals (8 homes vivint sols i 24 dones vivint soles), 80 parelles sense fills, 72 parelles amb fills i 12 famílies monoparentals amb fills.
La població ha evolucionat segons el següent gràfic:
Habitants censats

### Habitatges
El 2007 hi havia 204 habitatges, 200 eren l'habitatge principal de la família, 1 era una segona residència i 3 estaven desocupats. 202 eren cases i 2 eren apartaments. Dels 200 habitatges principals, 183 estaven ocupats pels seus propietaris, 13 estaven llogats i ocupats pels llogaters i 4 estaven cedits a títol gratuït; 6 tenien dues cambres, 9 en tenien tres, 36 en tenien quatre i 149 en tenien cinc o més. 175 habitatges disposaven pel capbaix d'una plaça de pàrquing. A 52 habitatges hi havia un automòbil i a 142 n'hi havia dos o més.

### Piràmide de població
La piràmide de població per edats i sexe el 2009 era:
| Homes | Edats   | Dones |
| ----- | ------- | ----- |
| 0     | 95 o +  | 0     |
| 0     | 90 a 94 | 0     |
| 4     | 85 a 89 | 0     |
| 4     | 80 a 84 | 0     |
| 8     | 75 a 79 | 16    |
| 0     | 70 a 74 | 8     |
| 12    | 65 a 69 | 4     |
| 8     | 60 a 64 | 8     |
| 16    | 55 a 59 | 12    |
| 52    | 50 a 54 | 52    |
| 12    | 45 a 49 | 20    |
| 40    | 40 a 44 | 28    |
| 12    | 35 a 39 | 20    |
| 8     | 30 a 34 | 8     |
| 8     | 25 a 29 | 4     |
| 12    | 20 a 24 | 16    |
| 20    | 15 a 19 | 32    |
| 24    | 10 a 14 | 24    |
| 12    | 5 a 9   | 24    |
| 0     | 0 a 4   | 12    |

## Economia
El 2007 la població en edat de treballar era de 371 persones, 248 eren actives i 123 eren inactives. De les 248 persones actives 230 estaven ocupades (123 homes i 107 dones) i 18 estaven aturades (9 homes i 9 dones). De les 123 persones inactives 62 estaven jubilades, 45 estaven estudiant i 16 estaven classificades com a «altres inactius».

### Ingressos
El 2009 a Rosel hi havia 219 unitats fiscals que integraven 591,5 persones, la mediana anual d'ingressos fiscals per persona era de 25.071 €.

### Activitats econòmiques
Dels 11 establiments que hi havia el 2007, 1 era d'una empresa extractiva, 3 d'empreses de construcció, 3 d'empreses de comerç i reparació d'automòbils, 1 d'una empresa financera, 1 d'una empresa immobiliària i 2 d'empreses de serveis.
Dels 3 establiments de servei als particulars que hi havia el 2009, 2 eren guixaires pintors i 1 lampisteria.
L'únic establiment comercial que hi havia el 2009 era una botiga de roba.
L'any 2000 a Rosel hi havia 8 explotacions agrícoles que ocupaven un total de 130 hectàrees.

## Poblacions més properes
El següent diagrama mostra les poblacions més properes.